# 미헐리크 에니쾨
미헐리크 에니쾨(Mihalik Enikő, 1987년 5월 11일 ~ )은 헝가리의 모델이다.